# アイシェデニーズ・ゴクチン
アイシェデニーズ・ゴクチン（Ayşedeniz Gökçin, 英語: AyseDeniz Gokcin, 1988年1月4日 - ）は、トルコのクラシカルピアニスト兼作曲家。
2009年にイーストマン音楽学校で学士号を取得して卒業した後、2011年に王立音楽院で修士号を取得。
彼女は、ロックバンドのピンク・フロイドの音楽のソロピアノのアレンジのEPをフランツ・リスト、ピンク・フロイドリストのスタイルでレコーディングしたことで知られている。EPは3つのトラックで構成されており、ファンタジアを形成していると AyseDeniz 自身は言っている。：
1. ヘイ・ユー (Hey You)
2. あなたがここにいてほしい (Wish You Were Here)
3. アナザー・ブリック・イン・ザ・ウォール (Another Brick in the Wall)

1曲目と3曲目は1979年のアルバム『ザ・ウォール』(The Wall) からのもので、2曲目は1975年の『炎〜あなたがここにいてほしい』(Wish You Were Here) の名を冠したものである。
彼女は、Another Brick... の彼女の編曲についてリストの「ダンテソナタ」にインスパイアされたと説明している。
彼女はまた、アストル・ピアソラの音楽のリワークのアルバムをレコーディングした。
2015年11月にリリースされた彼女のアルバム『ザ・ニルヴァーナ・プロジェクト』(The Nirvana Project) は、ブルガリアの音楽プロデューサーでありDJの Ivan Shopov と共同で、有名なニルヴァーナの曲をピアノでリワークした名作。

## 来歴
AyseDeniz は、自分はピアニストになりたいのだと常に思っていた。幼い頃、5歳になるまで両親のカワイピアノを弾き、指が長くなるとすぐレッスンを開始した。6歳までに彼女は故郷のトルコで神童と見なされ、9歳でゴーディオン室内管弦楽団でソリストデビューを果たした。13歳になるまでに、彼女はすでにイブラヒム・ヤジチ (Ibrahim Yazici)、セム・マンスール (Cem Mansur)、キリル・カラビツ (Kirill Karabits) などの有名な指揮者の下でさまざまなオーケストラと共演していた。
AyseDeniz は、若きピアニストとしてヴェルビエ・フェスティバル＆アカデミー (Verbier Academy)、ウエスト音楽アカデミー (Music Academy of the West)、アスペン音楽祭 (Aspen MusicFestival) などの有名な夏のフェスティバルに参加した。彼女は、グラミー賞に5回ノミネートされたメナヘム・プレスラー (Menahem Pressler) やジュリアードのピアノ部門の議長であるヨヘヴェド・カプリンスキー (Yoheved Kaplinsky) などの有名なピアノ講師に師事した。中学生にあたる年齢では、AyseDeniz は有名なバッハ演奏者のロザリン・テューレック (Rosalyn Tureck) に師事するために半年間スペインに渡り、彼女の最後の生徒の1人になった。
2007年、AyseDeniz によるショパン「ピアノソナタ第3番」の演奏を聞いたニコライ・ペトロフ (Nikolai Petrov) は、彼女をクレムリン宮殿での演奏に個人的に招待した。

## 学歴等
AyseDeniz は、2009年にイーストマン音楽学校で学士号を取得し、ハワード・ハンソン (Howard Hanson) とクレメンツの奨学金を受け取った。2011年、AyseDeniz はロンドンの王立音楽院でピアノ演奏の修士号を取得した。彼女は王立音楽院を優秀な成績で卒業し、LRAM教育資格を取得した。彼女は初期のキャリアにおいて、デュークスホール、スタインウェイホール、キングスプレイスロンドン（イギリス）、ガレリアダルテモデルナ、サンフェデレミラノ（イタリア）など、世界中でコンサートを行った。
AyseDeniz は、クラシックからロックフェスティバル、コンサートホールに至るまで、ソリストとして世界25か国以上で演奏してきた。彼女はクラシカルな教育を受け、50万人以上の世界中のファンをオンラインやライブコンサートで共感させた。彼女は、ピアノへの愛情を共有するさまざまなバックグラウンドを持つ人々をつなぐことを使命としている。

## キャリア
2011年、AyseDeniz は数々の業績と賞を受賞し、200周年を祝うために、ピンク・フロイドの曲のピアノ編曲をクラシック作曲家のフランツ・リストのスタイルで作曲するという反抗的かつ前例のない動きをした。彼女が2012年に3つの編曲をオンラインで公開したとき、それらは広く拡散され、ピンク・フロイドの Facebook ページで共有された。ファンの要望に応えて、Ayse は2013年に「ピンク・フロイド・クラシック・コンセプト Pink Floyd Classical Concept アルバムをリリースし、その後、世界中で演奏を行った。
数多くの名誉あるクラシック音楽賞とマイルストーンを達成しているにもかかわらず、AyseDeniz は通常では考えられないような聴衆を彼女のジャンルを曲げるプロジェクトに統合することの成功を最も誇りに思っている。2015年、AyseDeniz はカート・コバーン (Kurt Cobain) に捧げるニルヴァーナ・プロジェクトをリリースし、iTunes で英国のトップ10クラシックチャートに到達した。2016年に彼女はトルコで「ピアニスト・オブ・ザ・イヤー」を受賞し、2017年にはニューヨーク市の象徴的な会場である「ル・ポワソン・ルージュ」でデビューした。彼女は、クラシックのジャンルとクラシックロックを統合し、オリジナルのロックのアレンジと構成を作成する能力で国際的に認められており、現在、世界中のファンのためにチケットが完売するショーに出演している。
AyseDeniz は、BBCニュース、クラシックFM (Classic FM)、CNNニュース、プログレッシブロックマガジン、インターナショナルピアノマガジン、アンダンテマガジン、ミュージックオフ、ヴォーグファッションに出演し、彼女の新鮮なジャンルの衝突プロジェクトでファンの注目を集め続けている。 2018年、彼女はBBCミュージックマガジンの「注目すべきもの」(Ones to Watch Out For) の3つの新星の1つに選ばれた。
AyseDeniz のファンへの心を揺さぶるメッセージの中で、彼女は次のように書いた。
私が成長していたとき、人々は私が人生で望んでいたことすべてに成功することはできないと私に言いました。学業や音楽が上手くいかなかったこと。クラシックとロックを演奏できなかったこと。ジャズやポップに触れられなかったこと。私の最初の数年間、私はレッスンに宝石を身につけることさえ許されず、コンサートでスニーカーを履くことさえ絶対に許されませんでした！
私が年を重ねたとき、業界のメンバーは、「あなたは1つのジャンルしか聞いておらず、一つ箱の中に住んでいると思っているので、1つのジャンルだけに焦点を当てるべきだ」と私に言いました。私の何が言い当てられると言うのでしょう。彼らは間違っていました。私は彼らの言うことを一つも聞こうとしなかったことをとても嬉しく思います！
2019年1月：AyseDeniz のオリジナルアルバム『アース・プレリュード』(Earth Prelude) が、イギリス、アメリカ合衆国、トルコ、イタリアの iTunes クラシックチャートのトップ10入り。
2019年2月：AyseDeniz のアルバム Beethoven Senses は、2019年のバレンタインデーにリリースされました。「月光」、「テンペスト」、「熱情」、「悲愴」、ベートーヴェンの象徴的なソナタ5曲をフィーチャーしています。
2019年4月：AyseDeniz はカワイアーティスト になり、AyseDeniz の音楽と才能はクラシック音楽とロック音楽の世界に劇的で文化的な影響を与えています。カワイピアノのマーケティング担当副社長であるチャド・シューマッハは以下のように述べています。カワイは、このような最高のアーティストがカワイアーティストの名簿に加わることに興奮しています！」英国芸術評議会が卓越した才能を持つ人のためのビザで彼女を承認。
2020年1月：アルバム MOTUS をリリースし、20万以上のストリームを獲得。
2021年：ジェス ギラム (Jess Gillam) とともに受けたBBCラジオ3のインタビューを受ける。
2021- ルフトハンザドイツ航空グループとブリティッシュ・エアウェイズ ブリティッシュエアウェイズ のフライトでは、すべてのフライトで アイシャデニーズのショパン アフェア (A Chopin Affair) アルバムを特集しています。
2022 - 日本のウェブサイト
2022 - 日本において、カワイアーティスト ピアノ教室: Borderless Piano Academy Japan - sLs JapanをSLSグループとのコラボレーションで開始

## ディスコグラフィー

### アルバム
| 年   | アルバム                                                                                        |
| ---- | ----------------------------------------------------------------------------------------------- |
| 2013 | Classical Concept Tribute to Pink Floyd（ピンク・フロイドへのクラシックコンセプトトリビュート） |
| 2015 | Nirvana Project（ニルヴァーナ・プロジェクト）                                                   |
| 2016 | Nirvana Classical（ニルヴァーナ・クラシック）                                                   |
| 2016 | Piano Playlist, Vol. 1（ピアノ・プレイリスト, Vol.1）                                           |
| 2017 | A Chopin Affair: Sonatas（ショパン・アフェア：ソナタ）                                          |
| 2019 | Earth Prelude（アース・プレリュード）                                                           |
| 2019 | Beethoven Senses（ベートーヴェン・センス）                                                      |
| 2020 | Hey World（ヘイ・ワールド）                                                                     |
| 2020 | Dreamscape（ドリームスケープ）                                                                  |
| 2020 | Motus（モータス）                                                                               |

### シングルとEP
| 年   | シングルまたはEP                                                                                    |
| ---- | --------------------------------------------------------------------------------------------------- |
| 2012 | The Crying Harmonica & the Speechless Piano（ザ・クライング・ハーモニカ＆ザ・スピーチレス・ピアノ） |
| 2012 | Classical EP（クラシカル・EP）                                                                      |
| 2013 | Mozart: Alla Turca Jazz（モーツァルト：アラ・トゥルカ・ジャズ）                                     |
| 2013 | At Road's End（アト・ロード・エンド）                                                               |
| 2013 | Another Brick in the Wall（アナザー・ブリック・イン・ザ・ウォール）                                 |
| 2013 | Piazzolla Piano Pop（ピアソラ・ピアノ・ポップ）                                                     |
| 2016 | Dream on（ドリーム・オン）                                                                          |
| 2018 | In the End（イン・ザ・エンド）                                                                      |
| 2018 | Milonga Del Angel（ミロンガ・デル・エンジェル）                                                     |
| 2018 | Grenfell Tower Elegy（グレンフェル・タワー・エレジー）                                              |
| 2018 | Watches（ウォッチ）                                                                                 |
| 2018 | Comptine d`un autre ete --l`apres-midi（「アメリ」より）                                            |
| 2018 | Romantic Coldplay（ロマンチック・コールドプレイ）                                                   |
| 2018 | Imagine（イマジン）                                                                                 |
| 2019 | Nothing Else Matters（ナッシング・エルス・マターズ）                                                |
| 2019 | Valse（ヴァルス）                                                                                   |
| 2019 | Fly（フライ）                                                                                       |
| 2019 | Twice（トゥワイス）                                                                                 |
| 2019 | Su（スー）                                                                                          |
| 2019 | Novus（ノーバス）                                                                                   |
| 2019 | Prelude Reimagined（プレリュード・リイマジンド）                                                    |
| 2019 | Pure Piano Suite（ピュア・ピアノ・スイート）                                                        |
| 2020 | Hey Jude（ヘイ・ジュード）                                                                          |
| 2020 | Epilogue（エピローグ）                                                                              |
| 2020 | Dusk（ダスク）                                                                                      |
| 2020 | Cycle（サイクル）                                                                                   |
| 2021 | Winter Song（ウィンター・ソング）                                                                   |
| 2021 | Beethoven Remix（ベートーヴェン・リミックス）                                                       |
| 2021 | No Time To Die（ノー・タイム・トゥ・ダイ）                                                          |
| 2021 | Vivaldi Storm Piano Solo（ヴィヴァルディ・ストーム ピアノ・ソロ）                                   |